# دان دوسن
دان دوسن هو لاعب اللاكروس كندي، ولد في 11 ديسمبر 1981 في أوكفيل في كندا.